# Vanda Baranović-Urukalo
Vanda Baranović-Urukalo (rođ. Baranović) je hrvatska košarkašica, bivša članica hrvatske košarkaške reprezentacije.

## Karijera
Sudjelovala je na prvom završnom turniru ženskog europskog prvenstva na kojima je igrala Hrvatska, EP 1995. godine.
Osvojila je zlato na Mediteranskim igrama 1997. i 2001. godine.